# Donald Stockton
Donald Stockton (né le 22 février 1904 à Montréal et mort le 18 juin 1978 dans la même ville) est un lutteur sportif canadien.

## Biographie
Donald Stockton obtient une médaille d'argent olympique, en 1928 à Amsterdam en poids moyens.

## Palmarès

### Jeux olympiques
- Jeux olympiques d'été de 1928 à Amsterdam
  -  Médaille d'argent en -79 kg